# Máté László (politikus)
Máté László (Budapest, 1952. január 24. – Szigetszentmárton, 2019. augusztus 8.) politikus, országgyűlési képviselő (1994–1998), az MSZP alelnöke (1994–1996).

## Élete
Sándor és Tompos Anna gyermekeként született. A budapesti Bercsényi Miklós Szakközépiskolában érettségizett, majd felsőfokú élelmiszeripari technikumot végzett. 1967 és 1970 között a Budapesti Húsipari Vállalatnál segédmunkás, majd 1970 és 1977 között a Budapesti Konzervgyárban munkatárs, 1973-tól szakoktató volt.
1977 és 1981 között a KISZ-apparátusban dolgozott. 1981 és 1989 között a Budapesti Vegyipari Gépgyár gazdaságpolitikai szakértője volt. Közben 1983 és 1985 között a Politikai Főiskola ipari szakán tanult, majd elvégezte a Kereskedelmi és Vendéglátóipari Főiskola vállalkozás-marketing szakát.
1970 és 1989 között az MSZMP, 1989-től az MSZP tagja, a X. kerületi szervezet elnöke volt. 1994 és 1996 között a párt alelnöke volt.
Az 1994. évi országgyűlési választásokon pártja országos listáján szerzett mandátumot.